# Gustav Bacherer
Gustav Bacherer (* 27. Februar 1813 in Müllheim; † 4. April 1850 ebenda) war ein deutscher Schriftsteller und Publizist.

## Leben
Gustav Bacherer besuchte das Lyzeum in Freiburg im Breisgau, wo er auch sein Studium der Rechtswissenschaft an der Universität aufnahm, welches er an der Universität München mit einer Promotion abschloss. Er hat als freier Schriftsteller und Publizist in Frankfurt am Main, Mannheim, Karlsruhe und Stuttgart gelebt und verfasste politische und belletristische Schriften, die zu seiner Zeit Aufsehen erregten. In den Schriften äußerte er sich gerne derb und beschimpfte Heinrich Heine als „lockern Düsseldorfer Zeisig, dessen französisches, theils noch hier abgesetztes, theils über den klaren Rhein zu uns herübergesendetes Gift den Embryo bildete zu dem aussätzigen Körper unserer ,jungen Literatur'“. Seine Werke wurden umfassend in Zeitungen, Zeitschriften und literarischen Jahrbüchern diskutiert und rezensiert. Mit seinen Veröffentlichungen griff er in der Zeit des Vormärz und der Badischen Revolution der Jahre 1848/49 in die politischen Diskussionen ein. Die bayerische Regierung machte auf den gefährlichen Inhalt seiner Schrift Die junge Literatur und der Roman Wally. Ein Vademecum für Herrn Carl Gutzkow durch „Mitteilung der verderblichen Stellen“ aufmerksam. Wegen der Veröffentlichung  der Cartons eines deutschen Publizisten im Jahr 1842, in der er die Spitzeltätigkeit und Überwachungspraxis Metternichs bloßstellte, geriet er in das Blickfeld des Mainzer Informationsbüros.

## Werke (Auswahl)
- Die junge Literatur und der Roman Wally. Ein Vademecum für Herrn Carl Gutzkow. Hallberger'sche Verlagsbuchhandlung, Stuttgart 1835, ISBN 3-598-50108-0 (7 Mikrofiches, ISBN gültig für alle Werke des Autors nach Angaben des Deutschen Literaturarchiv Marbach), gesamtes Werk auf google.de/books.
- Elisabeth Cromwell. Tragödie in fünf Akten. Chr. Fr. Müller'sche Hofbuchhandlung, Carlsruhe 1836.
- Salon deutscher Zeitgenossen. Sauerländer, Frankfurt am Main 1838. (Digitalisat)
- Parzen und Eumeniden. 2 Bände. Sauerländer, Frankfurt a. M. 1838.
- Sterne und Meteore in deutscher Zukunft und Gegenwart. Fest, Leipzig 1839. (Digitalisat)
- Süddeutsche Rufe aus Norddeutschland. Fest, Leipzig 1839. (Digitalisat)
- Bruchstücke aus dem Erdenwallen eines Dämons. Grimma 1840, gesamtes Werk auf google.de/books.
- Buch vermischter Bezüge. Leipzig 1840.
- Cartons eines deutschen Publizisten. Leske, Darmstadt 1842. (Digitalisat)
- Stellungen und Verhältnisse, Karlsruhe. Band 1, Chr. Fr. Müller'sche Hofbuchhandlung, Karlsruhe 1840, gesamtes Werk auf google.de/books.
- Stellungen und Verhältnisse, Karlsruhe. Band 2, Chr. Fr. Müller'sche Hofbuchhandlung, Karlsruhe 1840, gesamtes Werk auf google.de/books
- Deutsche Zustände im Kriege gegen Frankreich. Fest'sche Verlagsbuchhandlung, Leipzig 1841, gesamtes Werk auf google.de/books.
- Cartons eines deutschen Publizisten. Verlag von Carl Wilhelm Leske, Darmstadt 1842, gesamtes Werk auf google.de/books.